# Phthinosuchus discors
Phthinosuchus discors és una espècie extinta de sinàpsid gorgonop de la família dels ftinosúquids que visqué en allò que avui en dia és l'Europa oriental durant el Permià mitjà, fa entre 264,3 i 266,9 milions d'anys. Se n'han trobat restes fòssils als Urals (Rússia). Es tracta de l'única espècie del gènere Phthinosuchus. Fou descrit a partir d'un crani fragmentari i el maxil·lar inferior associat. Hi ha científics que en fan un sinònim de Dinosaurus murchisoni, però no hi ha prou elements per afirmar-ho amb certesa. El nom genèric Phthinosuchus significa ‘cocodril destructor’, mentre que el nom específic discors significa ‘discordant’ en llatí.